# Jarre de Ley
Jarre de Ley (Edegem, 10 mei 1998) is een Belgisch korfballer. Hij speelde in België bij AKC, maar ook bij het Nederlandse Deetos. In 2021 keerde hij terug naar de Belgische competitie.
Daarnaast is De Ley een speler van het Belgisch korfbalteam. Zijn partner is Shiara Driesen, ook Belgisch topkorfbalster.

## Spelerscarrière

### AKC
De Ley doorliep de jeudgteams bij AKC. In seizoen 2015-2016, op 17-jarige leeftijd, werd De Ley toegevoegd aan de hoofdmacht van AKC dat onder leiding stond van coach Chris Palinckx. In dat seizoen speelde hij nog voornamelijk in het reserve-team, maar gestaag speelde hij zichzelf in het eerste team.
In seizoen 2015-2016 stond AKC in de finale van de Beker van België (veld). In de finale versloeg AKC concurrent Boeckenberg met 16-10. Dit was de eerste nationale prijs voor De Ley.
In het seizoen erna, 2016-2017 wist AKC zich te plaatsen voor de Belgische zaalfinale. In de finale werd Scaldis verslagen met 21-18. 
Aangezien AKC de Belgisch zaalkampioen was geworden, had het zich geplaatst voor de EuropaCup van 2018. AKC won in het toernooi alle poulewedstrijden en plaatste zich zo voor de finale.
In de finale speelde AKC tegen de Nederlandse afvaardiging, namelijk TOP. De Ley speelde een goede wedstrijd en werd met 5 goals topscoorder aan AKC zijde. Echter verloor AKC de finale met 28-21.
Iets later, in de Belgische competitie plaatste AKC zich voor de zaalfinale van 2018. In deze finale bleek Boeckenberg te sterk, want AKC verloor met 23-21. Hierdoor was AKC onttroond als zaalkampioen.
In seizoen 2018-2019 stond De Ley met AKC in de veldfinale. Concurrent Floriant werd verslagen met 17-15. Hierdoor had De Ley alle 3 Belgische nationale titels gepakt.

### Deetos/Snel
In 2019, net na het winnen van de veldtitel verruilde De Ley van club en sloot zich aan bij het Nederlandse Deetos.
In seizoen 2019-2020 speelde Deetos, onder leiding van coach Patrick Muurling op het veld in de Ereklasse (hoogste Nederlandse competitie) en in de zaalcompetitie in de Hoofdklasse, wat 1 niveau onder de Korfbal League is.
In de veldcompetitie wist Deetos de eerste 5 wedstrijden niet te winnen, voordat ze de zaal in gingen. In de zaal speelde Deetos in de zware Hoofdklasse B poule. De competitie werd volledig uitgespeeld en Deetos stond met een 5e plek in de middenmoot. De afwikkeling van het seizoen werd niet uitgespeeld, vanwege de COVID-19 pandemie. Ook hierna werd de veldcompetitie niet verder uitgespeeld.
In het seizoen erna, 2020-2021 werd vanwege COVID-19 alleen gekorfbald in de Korfbal League. Hierdoor kwam Deetos niet meer in actie.
Na 2 jaar in Nederland besloot De Ley in 2021 terug te keren naar België

### Return naar AKC
In 2021 sloot De Ley zich weer aan bij zijn oude club, AKC. 

## Erelijst
- Belgisch kampioen Beker van België, 1× (2016)
- Belgisch kampioen zaalkorfbal, 1× (2017)
- Belgisch kampioen veldkorfbal, 1× (2019)

## Belgische Diamond
In 2018, toen De Ley 20 was, werd hij geselecteerd voor Jong België (spelers onder de 21). Hij speelde juli 2018 op het WK onder 21.
In hetzelfde jaar werd De Ley ook al toegevoegd aan het senioren Belgisch korfbalteam, dat onder leiding stond van bondscoach Detlef Elewaut. Zodoende speelde hij in oktober 2018 mee op het EK met het nationale seniorenteam.
Zo speelde hij in totaal op de onderstaande internationale toernooien:
- EK 2018
- WK 2019
- EK 2021